# منصور الموسی
منصور الموسی (عربی: منصور الموسى؛ زادهٔ ۲۹ اکتبر ۱۹۷۲) یک ورزشکار اهل عربستان سعودی است.
از باشگاه‌هایی که در آن بازی کرده‌است می‌توان به باشگاه فوتبال النجمه عربستان سعودی، باشگاه فوتبال النصر عربستان سعودی، و باشگاه فوتبال النجمه عربستان سعودی اشاره کرد.
وی همچنین در تیم ملی فوتبال Saudi Arabia U17 بازی کرده‌است.